# Глебово (Ступинский район)
Глебово — деревня в Ступинском районе Московской области в составе городского поселения Малино (до 2006 года — входило в Березнецовский сельский округ). В Глебово 3 улицы — Красная, Родниковая и Центральная. В 1902 году в деревне была построена деревянная часовня, приписанная к церкви в Хонятино, до наших дней не сохранившаяся.

## Население
| 2002 | 2006 | 2010 |
| ---- | ---- | ---- |
| 0    | →0   | ↗1   |

Глебово расположено на юге центральной части района, у истоков реки Коновка (правый приток Северки), высота центра деревни над уровнем моря — 165 м. Ближайший населённый пункт — Хонятино — около 1,5 км на север.